# 이케이도 준
이케이도 준(池井戸 潤, 1963년 6월 16일 ~)는 기후현 출신 일본의 소설가이다. 게이오기주쿠 대학문학부·법학부를 졸업했다. 한자와 나오키 시리즈, 변두리 로켓 시리즈, 하나사키 마이 시리즈 등이 유명하며 《루즈벨트 게임》(TBS 테레비), 《아키라와 아키라》(WOWOW) 등이 영상화되었다.

## 개요
1998년, 은행의 내막을 다룬 소설 《끝없는 바닥》(果つる底なき)으로 제44회 에도가와 란포 상을 수상했다. 2010년, 담합 문제를 다룬 소설 《철의 뼈》로 제31회 요시카와 에이지 문학신인상을 수상했다. 이 《철의 뼈》 (NHK에서 드라마화, 주연: 고이케 뎃페이)와 자동차 회사의 오만을 폭로한 대표작 《하늘을 나는 타이어》 (WOWOW에서 드라마화, 주연: 나카무라 도루)는 나오키상 후보에도 올랐다. 2011년, 일본의 변두리 공장 기술과 장인 정신을 그린 《변두리 로켓》으로 제145회 나오키상을 수상했다.

## 주요 작품
- 1998년 《끝없는 바닥》
- 2001년 《은행여우》
- 2002년 《은행총무특명》
- 2004년 《은행원 니시키 씨의 행방》
- 2006년 《하늘을 나는 타이어》
- 2009년 《철의 뼈》
- 2010년 《변두리 로켓》
- 2012년 《루즈벨트 게임》
- 2012년 《잃어버린 세대의 역습》
- 2014년 《은빛날개의 이카루스》
- 2017년 《아키라와 아키라》
- 2019년 《노사이드게임》
- 2020년 《아를르캥과 광대》[2]